# 雷尼 (谢尔省)
雷尼（法語：Reigny，法語發音：[ʁɛɲi]）是法国谢尔省的一个市镇，位于该省南部，属于圣阿芒蒙龙区。

## 地理
雷尼（46°34'35"N, 2°21'9"E）面积24.61 平方千米，位于法国中央-卢瓦尔河谷大区谢尔省，该省份为法国中部省份，北起卢瓦雷省，西接卢瓦-谢尔省和安德尔省，南至克勒兹省，东南接阿列省，东临涅夫勒省。
与雷尼接壤的市镇（或旧市镇、城区）包括：阿尔德奈、勒沙特莱、屈朗、阿尔农河畔卢瓦、圣克里斯托夫-勒绍德里、圣莫尔。

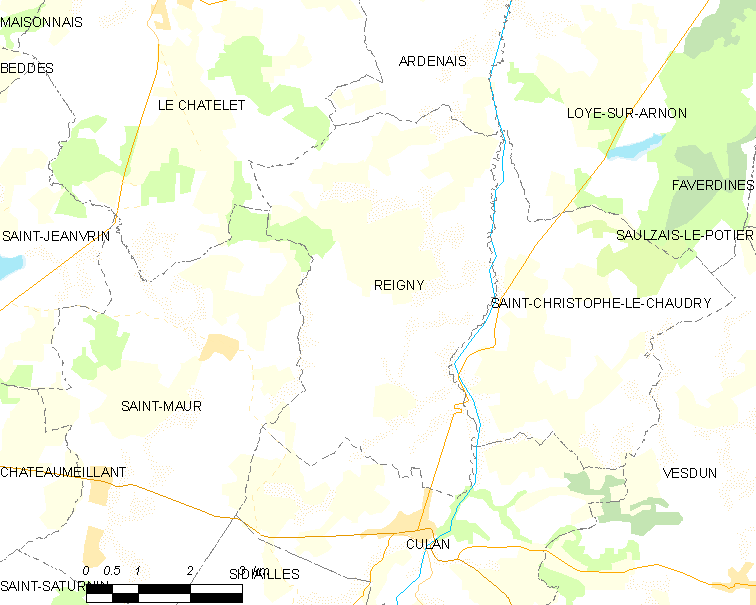
的OSM定位图

雷尼的时区为UTC+01:00、UTC+02:00（夏令时）。

## 行政
雷尼的邮政编码为18270，INSEE市镇编码为18192。

## 政治
雷尼所属的省级选区为沙托梅扬县。

## 人口

1962-2008年间人口变化图示

雷尼于2022年1月1日时的人口数量为228人。